# 동광양시

동광양시의 기

동광양시(東光陽市)는 전라남도 광양시 남동단에 있었던 도시로, 1995년에 광양군과 통합하여 광양시로 개편됐다.

## 개요
1966년 골약면(骨若面)에 태인(太仁)출장소가 개설되었다. 1981년 포항제철이 추가하기로 결정한 제2제철소의 입지가 광양만 일원으로 확정됨에 따라 1983년 태인출장소가 태금면(太今面)으로 승격되었으며, 포스코 광양제철소 건설이 진행되자 1986년에는 골약면 ·태금면의 43개리를 통할하는 광양지구 출장소가 설치되었다. 이어 1987년에 옥곡면(玉谷面) 광영리(廣英里)를 골약면에, 여천시 묘도동(猫島洞) 일부를 태금면에 각각 편입하는 등 광양제철단지의 배후 도시로 급성장했다. 1989년 광양지구 출장소를 폐지하고, 골약면과 태금면 일원을 통합하여 동광양시가 설치되었다.
1995년 1월에 다시 광양군과 합쳐 도농복합(都農複合)형의 광양시로 개칭, 현재에 이르고 있다.

## 연혁
- 1966년 6월 1일 골약면 태인리, 금호리를 관할하는 태인출장소를 설치하였다.[1]
- 1973년 7월 1일 골약면 송장리(소륵도, 늑도, 장도, 송도)를 여천군 율촌면에 편입하였다.[2]
- 1983년 2월 15일 골약면 태인출장소를 태금면으로 승격하였다.[3] (1읍 8면)
- 1986년 1월 1일 골약면, 태금면, 옥곡면 광영리를 관할하는 전라남도 광양출장소가 설치되었다.
- 1989년 1월 1일 광양군 골약면·태금면 일원을 관할로 동광양시가 설치되었다.[4] (1읍 6면)
- 1995년 1월 1일 동광양시와 광양군을 광양시로 통합하였다.[5]